# Neozatrephes telesilla
Neozatrephes telesilla là một loài bướm đêm thuộc phân họ Arctiinae, họ Erebidae.